# Foundation 9 Entertainment
Foundation 9 Entertainment was een Amerikaans computerspelontwikkelaar die werd opgericht op 29 maart 2005 na het samengaan van voorgangers Backbone Entertainment en The Collective. Het bedrijf stopte in 2015 na een faillissement.

## Dochterondernemingen
- Amaze Entertainment (2007–2009)
- Backbone Entertainment (2005–2015)
- The Collective (2005–2007)
- Double Helix Games (2007–2014)
- Fizz Factor (2008–2009)
- Griptonite Games (2008–2011)
- Pipeworks Software (2005–2014)
- Shiny Entertainment (2006–2007)
- Sumo Digital (2007–2014)

## Ontwikkelde spellen
- Silent Hill: Homecoming (2008)
- Ben Stein: It's Trivial (2008)
- Night at the Museum: Battle of the Smithsonian (2009)
- Where the Wild Things Are (2009)
- Diner Dash (2009)
- Dungeon Solitaire (2010)
- Deadliest Warrior: The Game (2010)
- Front Mission Evolved (2010)
- Rock Band 3 (2010)